# تشم صيدي الوسط (همت أباد)
تشم صیدي الوسط (بالفارسية: چم صیدی وسطی) هي مستوطنة تقع في إيران في قسم همت أباد الريفي. يقدر عدد سكانها بـ 75 نسمة .